# Face Mountain (British Columbia)
Der Face Mountain ist ein 2485 m hoher Berg mit einer Schartenhöhe von 747 m im Südwesten der kanadischen Provinz British Columbia, im Squamish-Lillooet Regional District.

## Geographie
Der Face Mountain liegt in der Thiassi Range der Coast Mountains, 2,1 km nordwestlich des Locomotive Mountain und 38 km nordwestlich der Gemeinde Pemberton an der Nordseite des Pemberton Valley. Der nächsthöhere Berg ist der Mount Sampson (2811 m).
Die Abflüsse der Niederschläge und das Schmelzwasser der Gletscher fließen in den Freight Creek und den Donelly Creek, beides Zuflüsse des Hurley River. Der Face Mountain ist eher für den steilen Anstieg des Geländes als für seine absolute Höhe bemerkenswert; das Relief ist stark bewegt, da der Gipfel sich 1085 m über den Donelly Creek in ungefähr 2 km Entfernung erhebt. 

## Geschichte
Das Toponym des Berges wurde am 23. Januar 1979 vom Geographical Names Board of Canada offiziell anerkannt, nachdem es im Canadian Alpine Journal (1936) und in Dick Culberts Alpine Guide to Southwestern British Columbia (1974) bereits veröffentlicht worden war.
| Mount Sampson   | Hurley River     | Grouty Peak         |
| Freight Glacier |                  | Railroad Pass       |
| Handcar Peak    | Pemberton Valley | Locomotive Mountain |

## Klima
In Bezug auf die Klimaklassifikation nach Köppen und Geiger herrscht am Gipfel des Face Mountain ein subarktisches Klima. Die meisten Wetterfronten stammen vom Pazifik und bewegen sich ostwärts auf die Coast Mountains zu, wo sie durch die Berge zum  Aufsteigen (Windstau) gezwungen werden, was wiederum dazu führt, dass die enthaltene Feuchtigkeit in Form von Regen oder Schnee abgegeben wird. Im Ergebnis führt das zu hohen Niederschlägen in den Coast Mountains, insbesondere zu starken Schneefällen im Winter. Die Temperaturen können unter −20 °C fallen, unter Berücksichtigung von Windchill-Einfluss unter −30 °C. Dieses Klima nährt den Freight Glacier an den Westhängen und den Train Glacier am Südhang des Berges. Die Monate Juli bis September bieten die besten Wetterbedingungen für einen Aufstieg.